# 折尾駅
折尾駅（おりおえき）は、福岡県北九州市八幡西区堀川町にある、九州旅客鉄道（JR九州）の駅である。
JRの特定都区市内制度における「北九州市内」の駅であり、鹿児島本線及び筑豊本線ではその最西端の駅である。
旧東口前にあったロータリーを挟んだ向かい側に、かつては西日本鉄道（西鉄）北九州線の終点である折尾停留場があった。本項目ではこれについても記す。

## 概要
1891年（明治24年）2月28日に九州鉄道（現在の鹿児島本線）により、また同年8月30日に筑豊興業鉄道（現在の筑豊本線）により、両社の折尾駅が別々の場所で開業した。
線路の移設により1895年以降2線が垂直に立体交差する駅として長らく営業していたが、折尾駅周辺で高架化（連続立体交差事業）の計画とともに、2021年（令和3年）1月2日に新駅舎が開業。従来4カ所に分散していた出口が新駅舎の1カ所に集約され、同時に改札外商業施設として、高架下商業施設「えきマチ1丁目折尾」が開業している。

### 利用可能な鉄道路線
- 九州旅客鉄道（JR九州）
  - 鹿児島本線 - 当駅の所属線[3]。 - 駅番号「JA19」
  - 筑豊本線 - 本城方には「若松線」、東水巻方には「福北ゆたか線」の愛称がつけられている。また「福北ゆたか線」は運転系統上、鹿児島本線の黒崎駅 - 当駅間も含まれる。詳細は各路線の記事を参照。 - 駅番号「JE01」（若松線）・「JC26」（福北ゆたか線）

## 駅構造
4面7線（島式3面6線+単式1面1線）の高架駅で、鹿児島本線が島式2面3線、筑豊本線（若松線）が島式1面2線、筑豊本線（福北ゆたか線短絡線）が島式1面1線+単式1面1線を使用する。6・7番のりばと1-5番のりばの間の移動所要時間は4分と案内されている。

### のりば
| のりば | 路線                                                 | 方向 | 行先                     |
| ------ | ---------------------------------------------------- | ---- | ------------------------ |
| 1      | 福北ゆたか線                                         | 下り | 直方・飯塚方面           |
| 2      | 福北ゆたか線                                         | 上り | 黒崎・小倉方面           |
| 3      | □特急「ソニック」「にちりんシーガイア」 「きらめき」 | 下り | 福間・博多方面           |
| 3      | □特急「リレーかもめ」                                | 下り | 博多・佐賀・長崎方面     |
| 3      | □特急「かささぎ」                                    | 下り | 博多・佐賀・肥前鹿島方面 |
| 3・4   | 鹿児島本線                                           | 下り | 福間・博多方面           |
| 4・5   | 鹿児島本線                                           | 上り | 黒崎・小倉・大分方面     |
| 5      | □特急「ソニック」                                    | 上り | 黒崎・小倉・大分方面     |
| 5      | □特急「にちりんシーガイア」                          | 上り | 小倉・大分・宮崎方面     |
| 5      | □特急「きらめき」「リレーかもめ」                    | 上り | 小倉・門司港方面         |
| 6・7   | 福北ゆたか線                                         | 下り | 直方・飯塚方面           |
| 6・7   | 若松線                                               | 上り | 二島・若松方面           |

- 4番線は待避列車・折り返し列車が使用する。
- 全ホームに上下各1台のエスカレーターとエレベーターが設置されている。
- 連絡コンコース内の1カ所に、身障者対応のトイレが集約設置されている。
- 筑豊本線（福北ゆたか線）は当駅の東水巻寄りにある折尾トンネル内で1・2番線へつながる複線から6・7番線へつながる単線が分岐しており、6・7番線は、トンネル内の分岐部から駅構内まで単線となる。
- 2番乗り場は、実際は福北ゆたか線ホームであるが、当駅2番乗り場を経由した福北ゆたか線内完結（直方ー黒崎間のみの運転）の運用がないことから、駅の案内板では鹿児島本線ホームと記載されている。
- 構内売店として、東筑軒による立ち食いうどん・駅弁（かしわめし）販売店が営業[4]。4・5番のりばでは、9:15-13:00と14:00-16:45（水・木曜日休業および不定休あり）の間、弁当の立ち売りも行われる[5][6]。また、「えきマチ1丁目折尾」のうち、からあげ店・ベーカリー店の購入窓口が構内側にも設けられる。

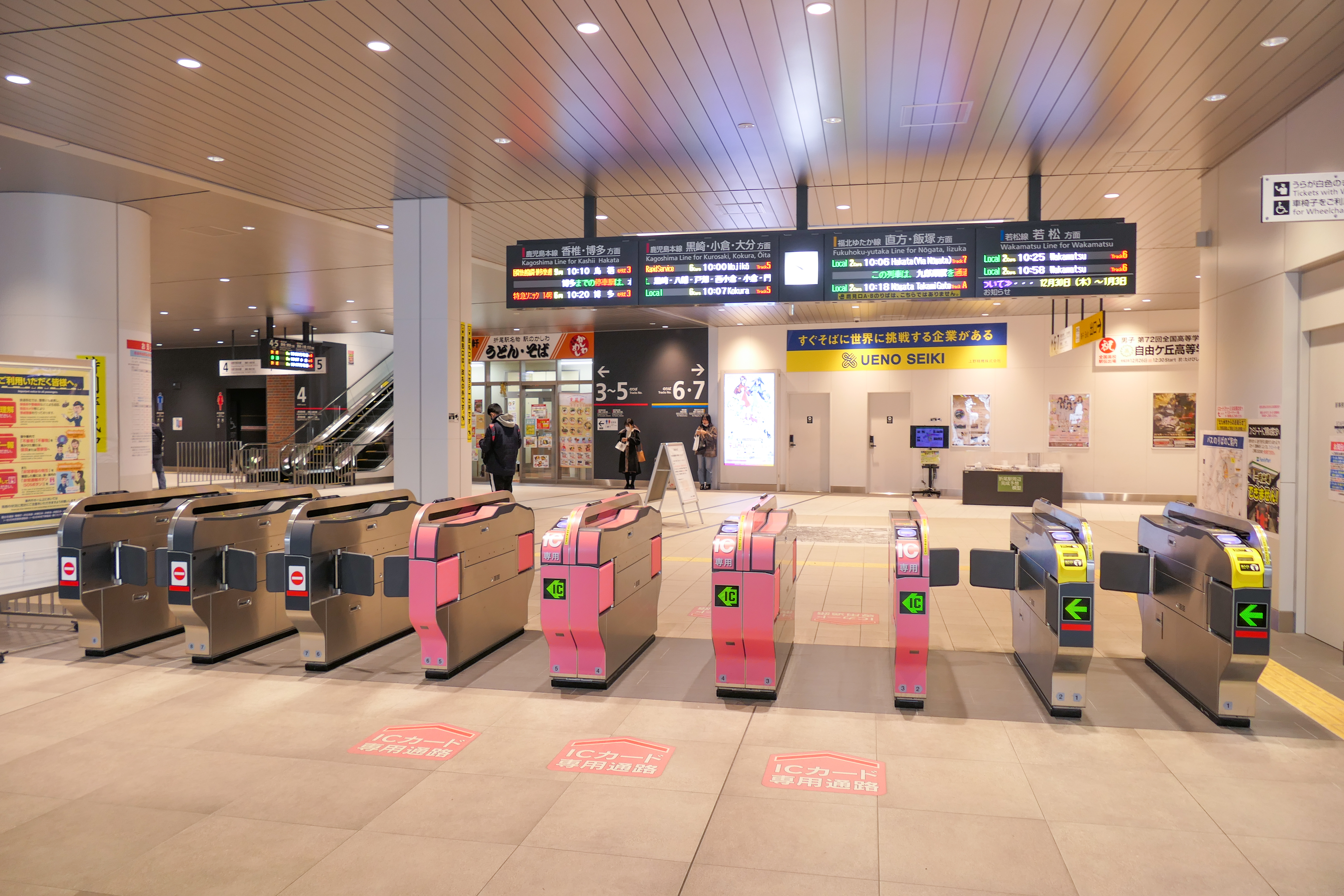
改札口（2021年12月）
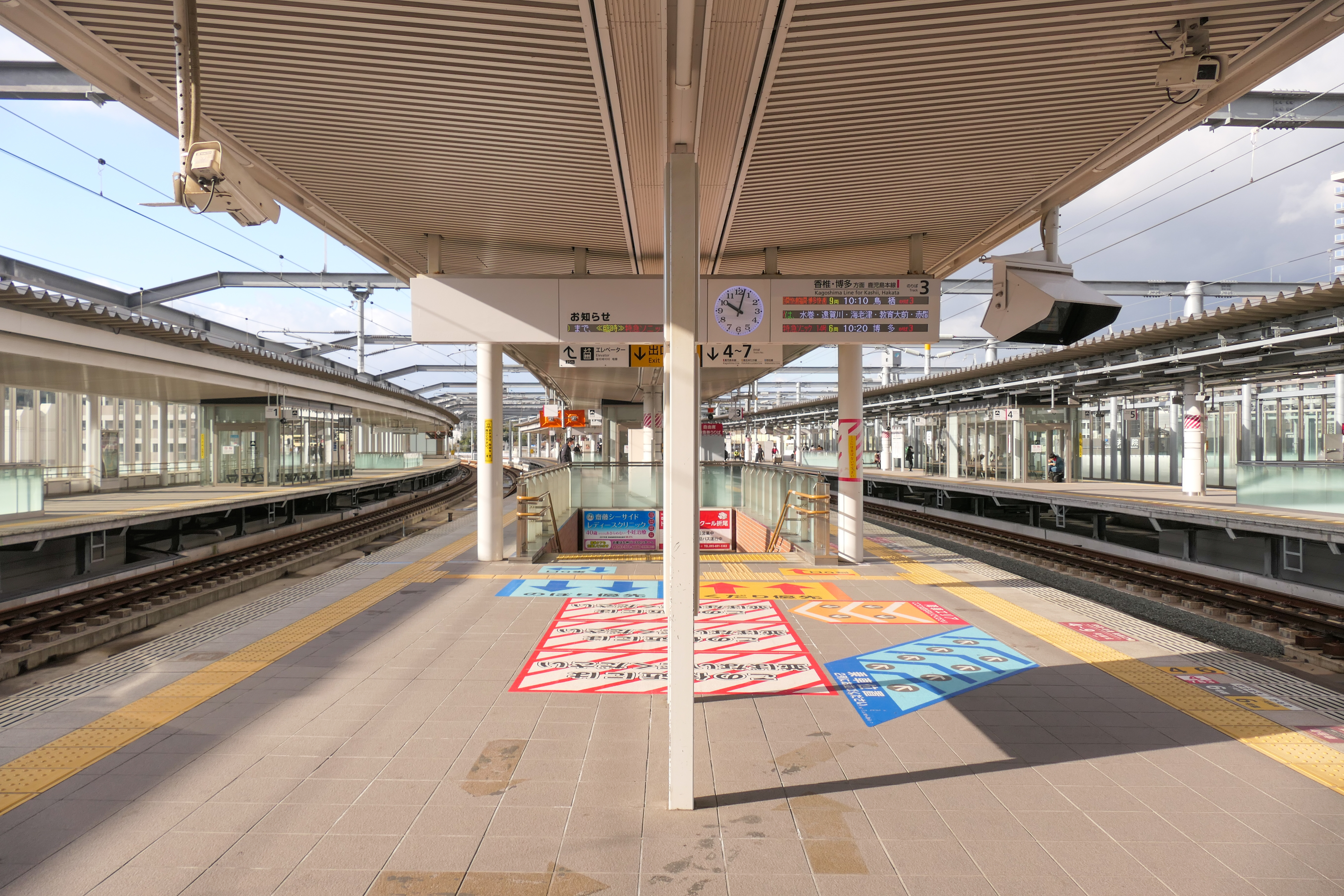
2・3番のりば（2021年12月、暫定開業時は4・5番のりば）
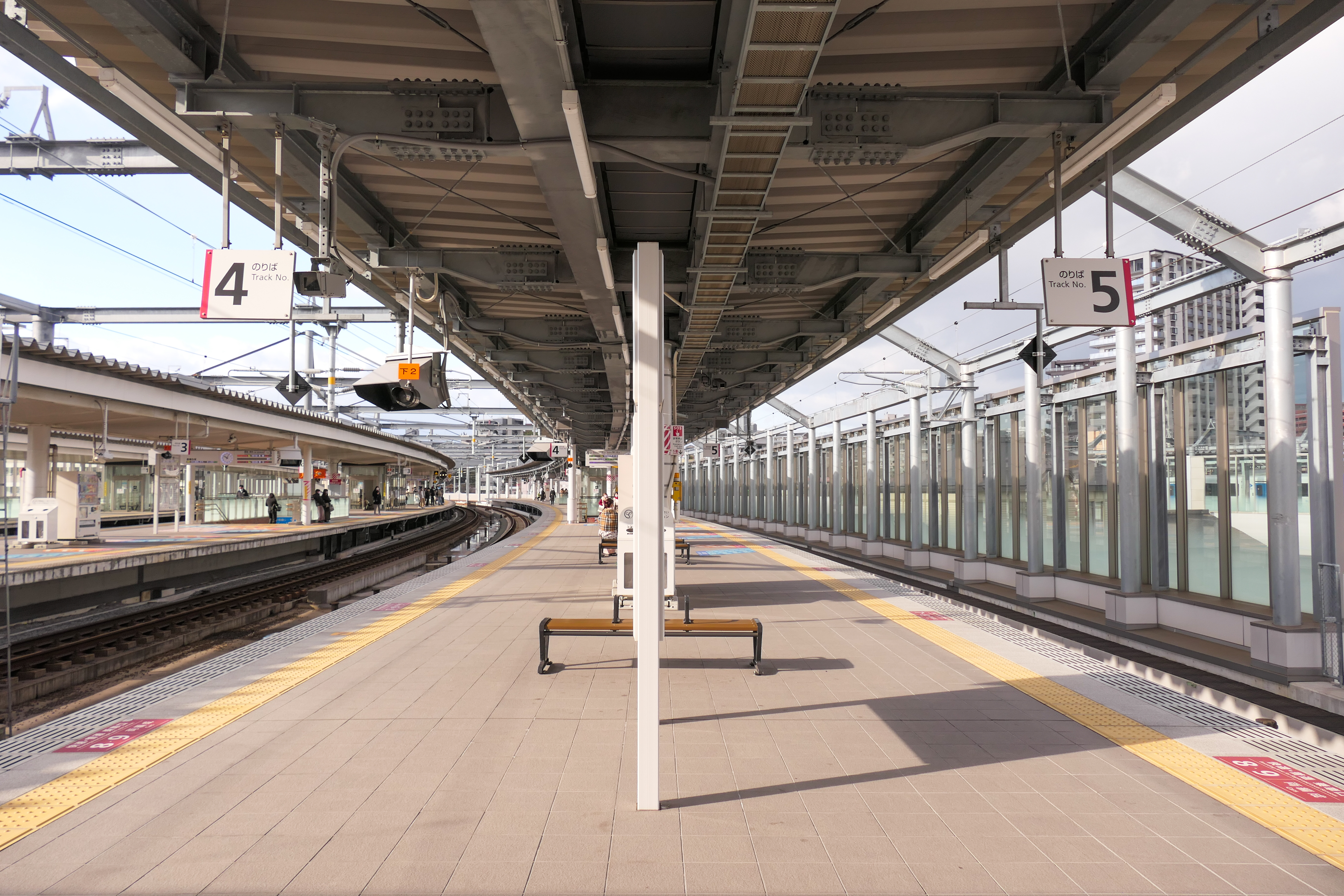
4・5番のりば（2021年12月）
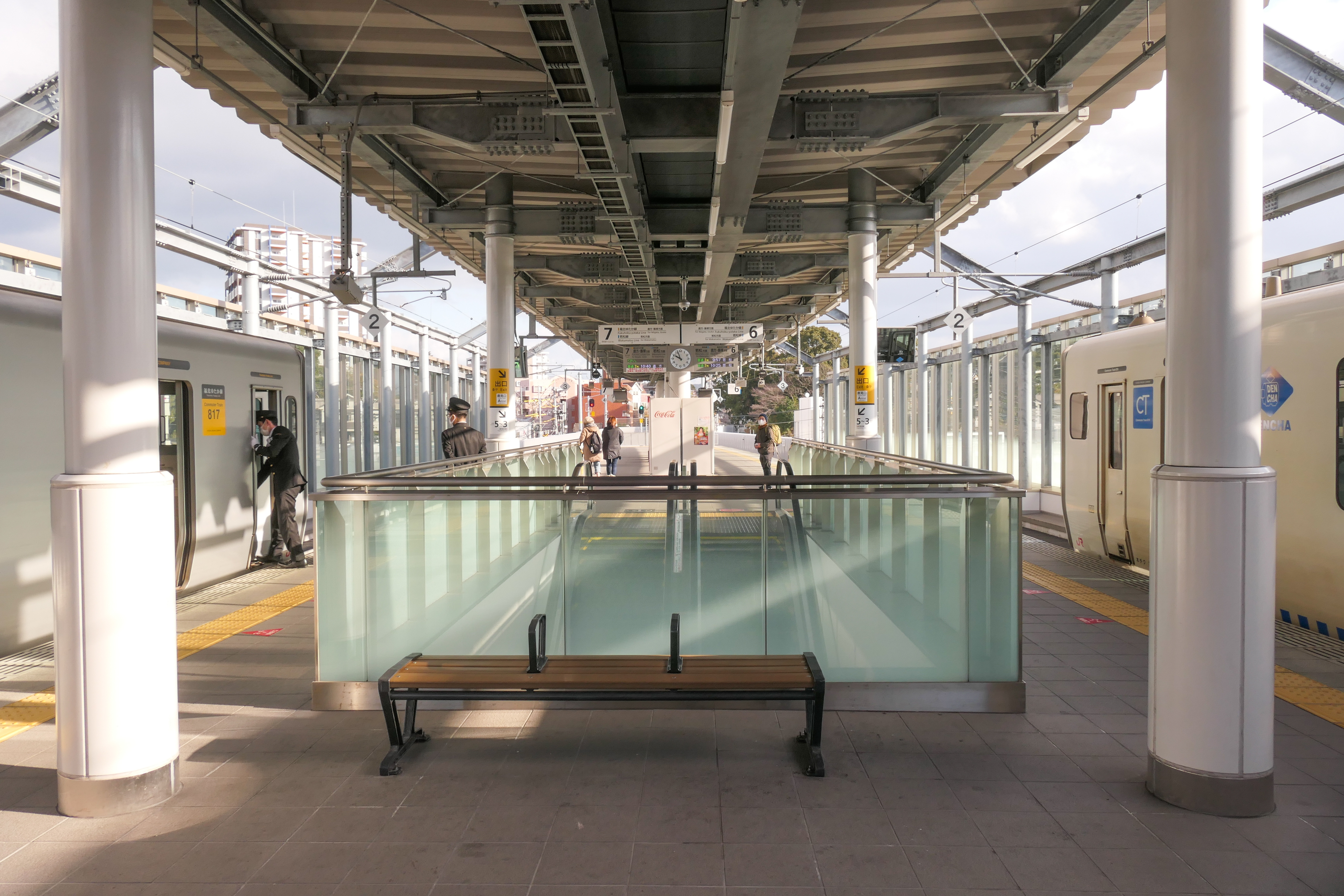
6・7番のりば（2021年12月）
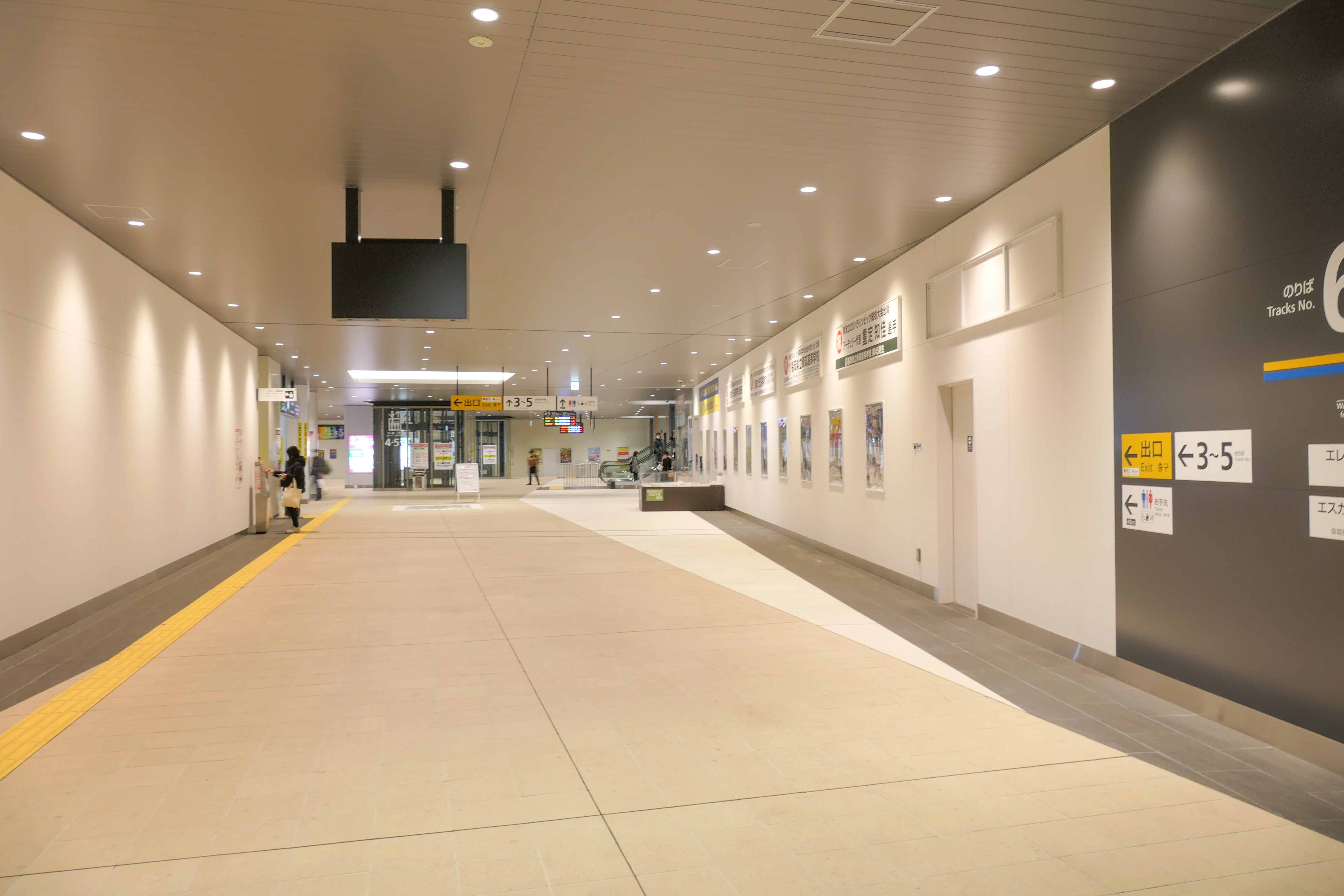
連絡コンコース（2021年12月）
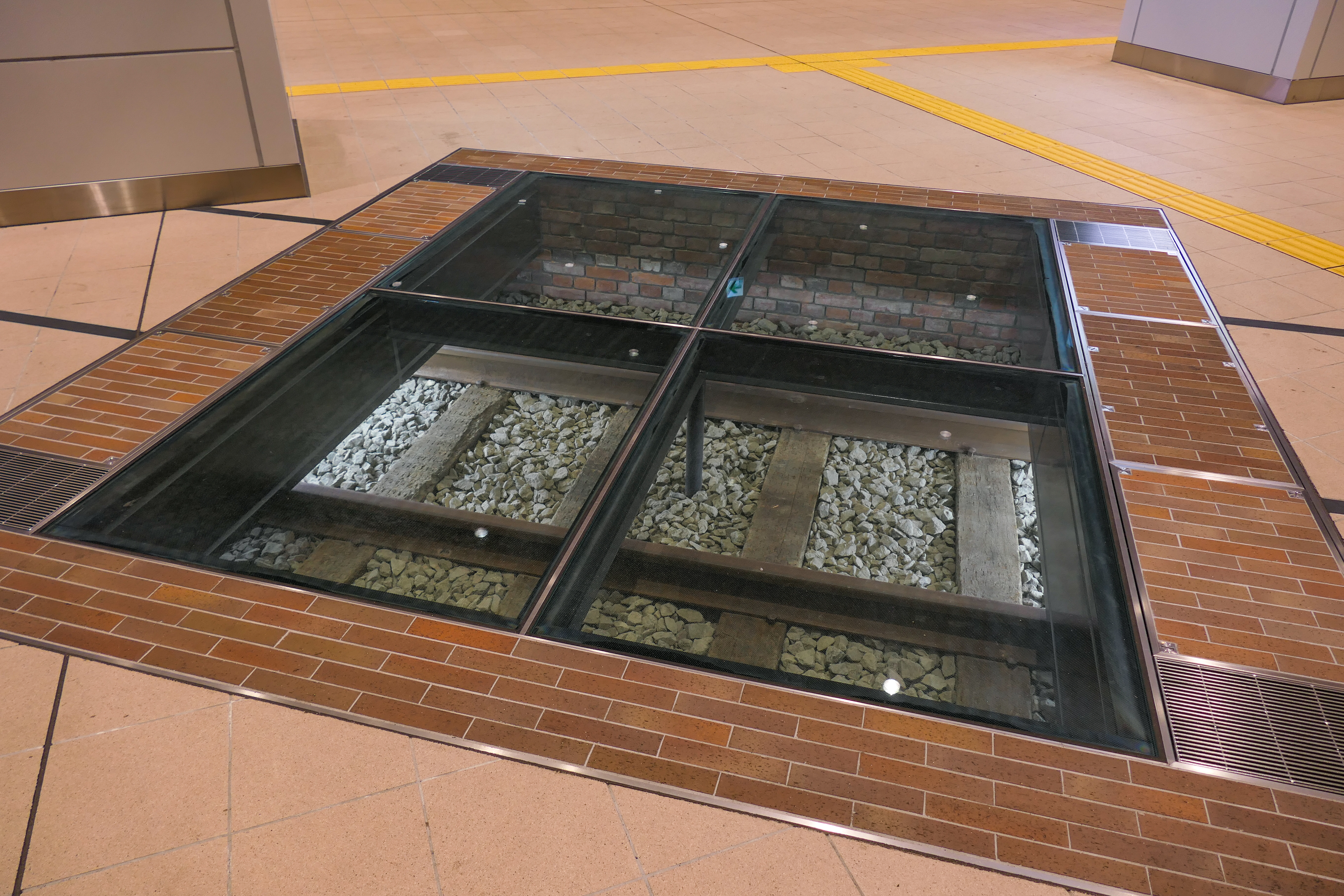
旧1番のりばの線路跡（2021年12月）

## 駅弁

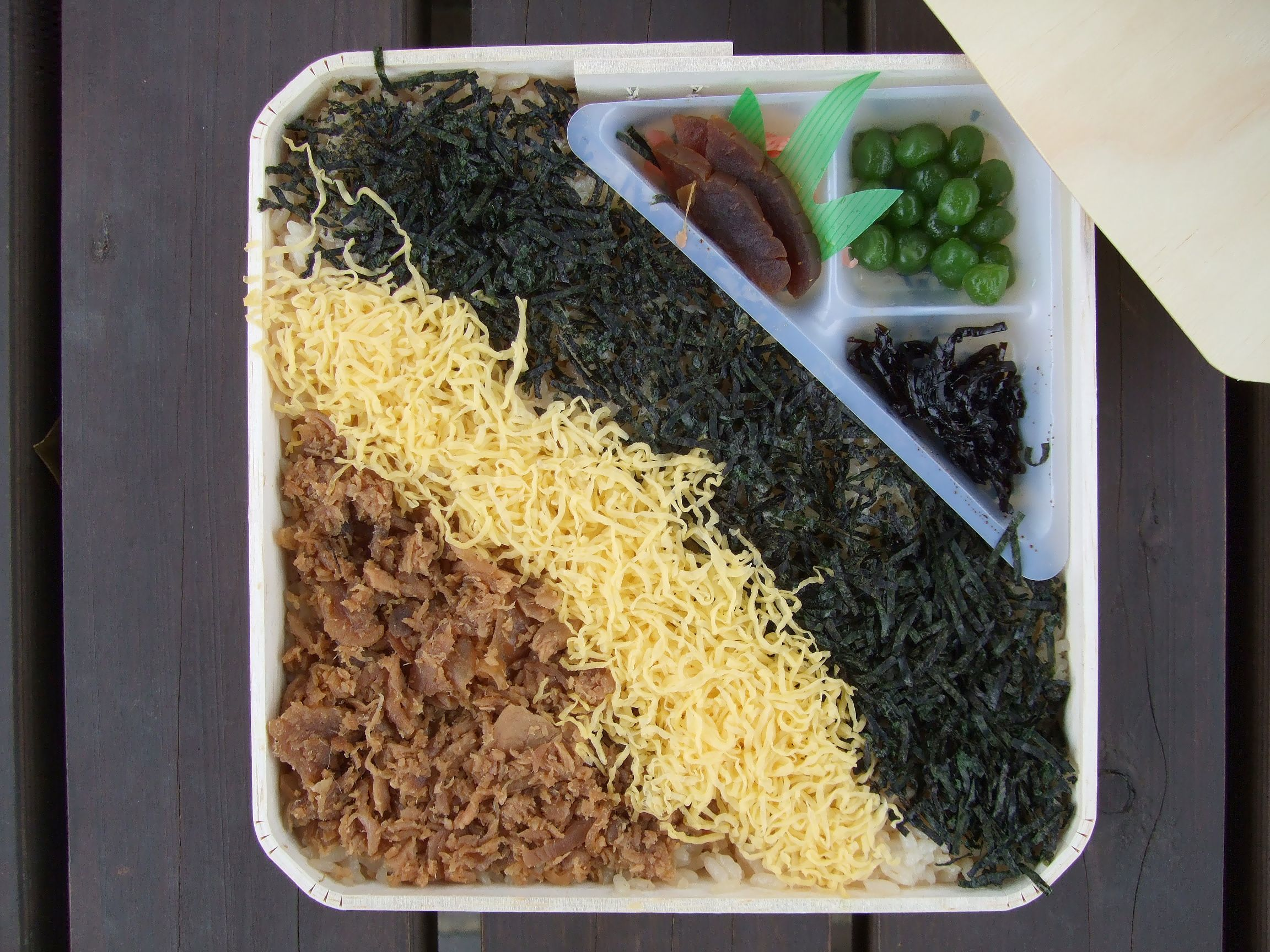
かしわめし

販売業者：東筑軒（西口の向かい側に本社がある）。主な駅弁は下記の通り。
- 大名道中駕籠かしわ
- 折尾ものがたり
- かしわめし - 2015年（平成27年）3月6日の「第11回九州駅弁グランプリ決勝大会」で第7位になった[8]。

かしわめしは、全国各地で開催される駅弁展示即売会などでも出品され人気を博すなど、有名駅弁の一つとなる。
なお鹿児島線上りホーム（4番・5番のりば）及びコンコースでは駅弁の立ち売りが実施される。2011年（平成23年）6月に販売員が体調を崩し自宅療養となり中止されていたが、2013年（平成25年）2月から新たなスタッフで再開された。

## 利用状況
2024年（令和6年）度の1日平均乗車人員は14,410人である。これは北九州市内の駅としては小倉駅に次いで第2位。また、福岡県内のJR九州の駅としては博多駅、小倉駅、吉塚駅、香椎駅に次いで第5位である。
JR九州および北九州市統計によると、各年度の1日平均乗車人員は下表の通り。
| 年度   | 1日平均 乗車人員 |
| ------ | ---------------- |
| 1995年 | 20,356           |
| 2000年 | 18,910           |
| 2001年 | 18,892           |
| 2002年 | 18,036           |
| 2003年 | 17,214           |
| 2004年 | 17,025           |
| 2005年 | 16,799           |
| 2006年 | 16,607           |
| 2007年 | 16,481           |
| 2008年 | 16,484           |
| 2009年 | 16,031           |
| 2010年 | 16,096           |
| 2011年 | 16,378           |
| 2012年 | 16,322           |
| 2013年 | 16,654           |
| 2014年 | 16,182           |
| 2015年 | 16,475           |
| 2016年 | 16,228           |
| 2017年 | 16,035           |
| 2018年 | 15,758           |
| 2019年 | 15,428           |
| 2020年 | 11,306           |
| 2021年 | 12,541           |
| 2022年 | 13,451           |
| 2023年 | 13,983           |
| 2024年 | 14,410           |

## 駅周辺
立体交差の駅構造が110年続いていたこともあり、駅前広場や駅構内には従来の駅舎に関連した様々なモニュメントの設置が行われている。
- タクシー乗り場付近に「日本初立体交差駅の地」と記された石碑を設置。
- 駅前広場の歩道及び連絡コンコース内の床面には筑豊本線旧線の線路の位置が線で示され、旧線の位置に筑豊本線で使用されていた道床・枕木 ・レールなどを再利用したモニュメントを設置。
- 花壇を兼ねたベンチには、旧駅舎の赤煉瓦通路の解体時に出た煉瓦を再生した再生煉瓦が使われている。
- 広場の照明灯の支柱には旧4・5番のりばの上屋の一部の骨組みとして使用されていたレール（詳細は後述）が再利用されている。

周辺には学校が数多く立地しており、朝夕の通学時間帯は学生で賑わう。
- 八幡図書館折尾分館
- 北九州市立折尾保育所
- 学園大通り
  - ドライビングスクール折尾（福原学園グループ企業運営）
  - サンリブ折尾
  - 北九州銀行折尾支店
- 新々堀川
- 国道199号
  - 福岡銀行折尾支店
  - 西日本シティ銀行折尾支店
  - 折尾丸尾町郵便局
  - 八幡西区役所折尾出張所
  - 北九州市八幡西消防署折尾分署
  - 福岡県折尾警察署
  - ヤマダデンキ家電住まいる館YAMADA北九州八幡店（折尾駅から折尾光明までバスで5分→折尾光明から徒歩で2分[14]）
  - ユニクロ折尾店
- 国道3号
- 折尾簡易裁判所
- 折尾プール
- 折尾スポーツセンター
- 折尾スターレーン（ボウリング場）

### 学校
- 九州共立大学
- 九州女子大学
- 産業医科大学
- 北九州学術研究都市（北九州市立大学大学院、九州工業大学大学院、早稲田大学大学院 他）[15]
- 九州女子短期大学
- 折尾愛真短期大学
- 福岡県立東筑高等学校
- 福岡県立折尾高等学校
- 自由ケ丘高等学校
- 折尾愛真中学校・高等学校
- 九州朝鮮中高級学校
- 北九州朝鮮初級学校
- 北九州市立則松中学校
- 北九州市立則松小学校
- 北九州市立折尾西小学校
- 北九州市立折尾東小学校

### バス路線
北九州市営バス、西鉄バス北九州（元は北口と西口にバス停が分かれ、北口にターミナルがあったが、現在は折尾地区整備事業に伴い折尾駅高架下に移設され、西口バス停も統合されている）。

## 駅名の由来
開業当時の地名である遠賀郡折尾町に由来。かつてこの一帯は山続きで、その姿が折り重なる尾根のように見えた事が折尾の地名の由来である。その歴史は古く、1444年（文安元年）には折尾郷という地名が存在していた。

## 歴史
1891年（明治24年）2月28日に九州鉄道（現在の鹿児島本線）により、また同年8月30日に筑豊興業鉄道（現在の筑豊本線）により、両社の折尾駅が別々の場所で開業した。その後、1895年（明治28年）11月1日、現在地に日本初となる立体交差の二重構造の駅舎（東口旧駅舎）が誕生した。駅舎の中央部分と鹿児島本線（当時の九州鉄道）に隣接する側が2階建て・筑豊本線（当時の筑豊興業鉄道）の直方側が1階建ての左右非対称構造になっているのが特色で、増築もされており、「明治と大正のモダンな建築様式を重層的に窺い知ることができるもの」と貴重性が提起されていた。設計者は、辰野金吾ともいわれている。両社の合併や国有化により、1916年（大正5年）現駅舎の外形でハーフティンバー様式の外壁の駅舎が竣工した。1934年（昭和9年）撮影の写真では2階の窓の上下の部分が塗り壁で、窓上中央の半円形をした車輪の装飾も取りつけられていなかった。その後、1986年（昭和61年）の駅前再開発と連動して建物の外形はそのままにコロニアル様式の外壁に改修された。
折尾駅周辺の総合的再開発（折尾地区総合整備事業は3事業を一体的に実施）に伴い、折尾駅周辺連続立体交差事業として鹿児島本線（陣原 - 水巻駅間）と筑豊本線（本城 - 東水巻駅間および短絡線を含む）の延長約4.5キロメートル（筑豊本線=約2.4キロメートル、鹿児島本線=約2.1キロメートル）を高架化する事業が行われることになった。具体的には、現在の鹿児島線の線路位置を軸にして筑豊本線を移設させ、高架化完成後は駅部で同一フロアに3路線4面7線のホームが集約される形となる。2024年（令和6年）度までに事業を完了する予定であり、総工費は約350億円を見込んでいる。
立体交差事業に伴い、旧駅舎及び旧1・2番のりばと高架の旧3-5番のりばをそれぞれ連絡する、高架の下を通る赤煉瓦造りの通路は取り壊されることとなった。JRは自社での保存には消極的だったが、市は「門司港駅のような完全復元をするのであれば援助したい」との意向を示した。駅本屋については、「木造駅舎の優美な姿は、国重要文化財となっている門司港駅と並ぶシンボル。折尾の産業史を物語るだけでなく、地域の景観に溶け込んだ共有財産と言うべきで極めて価値が高い」という意見もあり、折尾駅舎保存と活用策の要望書を北九州市に提出。全国的に折尾駅舎の保存活用を望む声が高まり、署名活動やシンポジウムなどが実施された。
これを受け、2008年（平成20年）6月27日、折尾地区自治区会連合会・協同組合折尾商連などにより設立された「おりお未来21協議会」が『折尾まちづくりビジョン』を北九州市に提出。「まちづくりビジョン・歴史的建造物の保全と活用に関する提言」として、現在の折尾駅舎は、文化の保存を主目的とする地域の人々が活用できる「生きた施設」としての保全を優先することを求め、歴史的建造物を活用したまちを目指す、とした。2009年（平成21年）6月30日には、北九州市と「おりお未来21協議会」が『折尾駅舎保全・活用基本方針 (PDF) 』として、現駅舎を「南口駅前広場付近」または「堀川沿いの歴史公園」に移築する2案をまとめた。レプリカでの再築は2018年（平成30年）以降としており、地域のシンボルとして保全するため、建物の維持管理や運営や地域住民が自ら行い、駅舎保全に必要となる敷地取得費や建物保全費などの費用は、住民や企業へ寄付金を募る形とした。また、今後の管理・運営費についても、原則自主財源で賄うとした。ただし、仮改札口設置の前提となる暫定北口駅前広場用地の買収には遅れが見られた。
2010年（平成22年）9月、東口駅前広場の旧駅舎の南側に隣接したトイレの位置にも仮改札口の設置が決定したことから、住民団体「歴史遺産『北九州市レトロ』を創る会」が2010年11月24日、駅舎中央部を曳き家方式で移動し、仮改札口として活用の上、駅舎を保存活用するよう要望を出した。これに対して市は「移動させて駅舎スペースが確保できるのか疑問。曳き家方式に駅舎が耐えられるか調査も必要だ」と話している。この要望に対し、市議会では建築消防委員会の閉会中審査を行ったほか、別の団体からも保存を求める陳情が出されており、継続審査となった。
こうした移築保存などの要望は数々あったが最終的に旧駅舎の解体の方針は変わらず、2012年（平成24年）3月20日に西口駅舎の仮駅舎への切り替えが行われ、同年10月7日には暫定的な北口広場と仮駅舎の利用が開始された。これに伴い、東口のバス乗り場、タクシー乗り場、みどりの窓口などの主な駅機能は北口へ移され、同時に東口はこれまでの位置から20m南へ移動した。そして旧駅舎は仮駅舎の利用開始後に解体工事が始められ、2013年（平成25年）までに解体が完了した。解体に際して、旧駅舎の「シンボル的な部材」として化粧柱や円形ベンチ、棟飾りなど一部の部材が保存・保管され、八幡西区役所折尾出張所での公開を経て2021年（令和3年）1月開業の新駅舎に移設されている。なお、今回の事業で新築された新駅舎は外観及び待合室の造りを可能な限り再現した意匠となったが、旧駅舎と異なり2階相当部分は利用可能スペースのない「大きな屋根裏」になっている。
2017年（平成29年）1月2日より、高架化事業の第一段階として鹿児島本線の線路切り替えが行われ、新たに整備された高架ホーム（最終的に短絡線用ホームとなる施設）に仮移転した。
2019年（平成31年）3月16日のダイヤ改正に併せ、高架化事業の第二段階として筑豊本線（若松線・福北ゆたか線）の線路切り替えが行われ、高架の新ホームに移転が完了した。筑豊本線（若松線）は、折尾駅の南から西にかけて新設される「折尾トンネル」を通ることとなる。最終的にはトンネル内で短絡線と若松線に分岐したのち、若松線が鹿児島本線をアンダーパスして若松側坑口から高架ホームに上る構造となるため、ホーム同士の立体交差形状がなくなっている。なお、この時期は1-3番のりばが鹿児島本線の暫定3-5番のりばとして使用されており、暫定3番のりばは陣原寄りに仮設構造のホームを設置してホーム長を延長していたが、後の鹿児島本線の本線切り替えに伴い撤去されている。
2021年（令和3年）1月2日には新駅舎の供用開始と同時に、鹿児島本線が従来ホームの改築により建設される新4・5番のりばに移設された。これにより、分散されていた改札口（後述）とみどりの窓口は北口付近に新設された新駅舎の1カ所に集約され、同一平面上の高架に集約された全ホームが広大な連絡コンコースで結ばれる形になった。この連絡コンコースの床面には、前述の通り立体交差構造時代の鹿児島本線及び筑豊本線の線路の位置が線で示されているほか、旧1番のりばの線路の一部がモニュメントとして保存されており、床に設置された窓から見ることができる。その後は短絡線の切り替え（2017年（平成29年）に整備されたホームへの移転および、折尾トンネルの短絡線部分の供用開始）が行われて駅構内部分の高架化事業が完了した。3カ所あった改札口は新駅舎（北口仮駅舎付近、鹿児島線と若松線に挟まれた場所）に設けられる1カ所に集約され、同時に新駅舎前には一般車の乗降ロータリーとタクシープールが建設された。北口にあったバスターミナルは、南口（元の東口付近）に再移転する計画となっている。

### 年表
- 1891年（明治24年）
  - 2月28日：九州鉄道（初代）の駅として開業[33]。
  - 8月30日：筑豊興業鉄道（後の筑豊鉄道）の駅が開業[33]。
- 1893年（明治26年）6月30日：黒崎駅 - 中間駅間の短路線が開通[33]。
- 1895年（明治28年）11月13日：九州鉄道・筑豊鉄道共用の折尾駅が完成[33]。
- 1897年（明治30年）10月1日：九州鉄道が筑豊鉄道を買収[33]。
- 1907年（明治40年）7月1日：九州鉄道が国有化、官営鉄道に移管[33]。
- 1916年（大正5年）11月5日：2階建て駅本屋（旧駅舎）が完成[33]。
- 1927年（昭和2年）4月19日：遠賀郡水巻町及び芦屋町にある日本炭礦の炭鉱とを結ぶ日本炭礦専用鉄道が開業（1965年運行停止）。
- 1965年（昭和40年）5月1日：貨物の取扱を新設の東折尾駅に集約し廃止[33]。
  - この頃、貨物線を利用して、黒崎と中間方面を結ぶ短絡線経由の列車が運行されるようになり、折尾駅を通過するため、折尾駅に列車を停車させる運動が起こった。
- 1984年（昭和59年）9月：折尾駅前地区再開発の一環として、駅前に丸和を核店舗とする地上4階建商業ビル竣工[34]。
- 1985年（昭和60年）12月18日：西鉄折尾駅を含む部分に再開発第2ビル竣工、前年営業開始済の商業ビルと併せて「オリオンプラザ」と命名される[34]。
- 1986年（昭和61年）10月：駅舎の夜間照明（ライトアップ）開始[34]。
- 1987年（昭和62年）
  - 1月20日：隣接する折尾駅裏中央市場で火災発生、西鉄バス営業所など被災。
  - 4月1日 - 国鉄分割民営化により、JR九州が継承[33]。
- 1988年（昭和63年）3月13日
  - 短絡線上に旧6・7番のりば（鷹見口）を設置[33]。
  - 2番線に西口を設置（それ以前は朝のラッシュアワー時のみ開く改札口があった）。
  - これらにより、旧駅舎は「東口」と呼ばれるようになる。
- 2000年（平成12年）7月31日：自動改札機を設置し、供用開始[35]。
- 2005年（平成17年）4月15日：折尾地区総合整備事業に伴う折尾駅周辺高架化事業の基本協定締結[33]。
- 2009年（平成21年）3月1日：ICカード「SUGOCA」の利用を開始[33]。
- 2011年（平成23年）2月28日：折尾駅開業120周年記念の式典が催され、記念乗車券が販売される[33]。
- 2012年（平成24年）
  - 3月20日：西口仮駅舎暫定利用開始。
  - 10月7日：北口仮駅舎利用開始。東口駅前広場のバス停が全て北口駅前広場に移転。
- 2017年（平成29年）
  - 1月2日：鹿児島本線ホームを新高架ホーム（将来の短絡線用ホーム）に移設、併せて暫定3-5番のりばの各ホーム北口・東口側にエレベーターを新設[29]。
  - 10月16日：工事進捗に伴い高架ホーム・東西口と北口とを結ぶ構内通路を仮設通路に切り替え、立体交差の象徴だった赤煉瓦造りの構内通路を廃止。
  - 12月1日：西口側アンダーパス（鹿児島本線駅ホーム高架下道路）が車両歩行者ともに通行止めとなり、西口側のバス停が移転[36]。
- 2018年（平成30年）9月30日：駅ナンバリングを設定。
- 2019年（平成31年）3月16日：鹿児島本線の北側に高架島式ホーム1面の新6・7番のりばを新設し、筑豊本線（若松線・福北ゆたか線）ホームを移設、地上ホームの旧1・2番のりばを廃止して両ホーム間に東口と西口を直結する改札内連絡通路を設置。併せて、短絡線ホーム（鷹見口）の名称を旧6・7番のりばからA・Bのりばに変更[31]。構内の「折尾トンネル」のうち新6・7番線とつながる部分を単線として供用開始。折尾 - 本城駅間を一時的に単線化（折尾駅構内扱い）。
- 2020年（令和2年）5月23日：折尾 - 本城駅間を複線化。
- 2021年（令和3年）1月2日：新駅舎供用開始。短絡線用高架ホームで仮線として使用していた鹿児島本線を鹿児島本線用新高架ホーム（暫定3-5番→新3-5番のりば）に移設[37][38]。
- 2022年（令和4年）3月12日：同日始発より短絡線を高架ホームに切り替え全乗り場の出入口が新駅舎に集約され、同時に鷹見口が廃止[39]。またみどりの窓口の営業時間が7時30分から19時までに短縮。
- 2023年（令和5年）6月3日：駅前広場の整備事業が完了。新駅前広場完成記念イベント「おかえり折尾駅」が開催。
- 2023年（令和5年）9月29日：駅舎に隣接する鹿児島本線高架下に商業施設『えきマチ一丁目折尾』開業[2]。
- 2024年（令和6年）度：連続立体交差事業完了予定[20]。見直し前は2022年度の予定だった[20]。

## 立体交差時代の駅構造

### 立体交差駅舎
2019年（平成31年）3月16日までの本駅施設は鹿児島本線が築堤上の2面3線の単式・島式ホームを持つ高架駅、筑豊本線（若松線）が相対式ホーム2面2線を持つ地上駅の立体交差構造になっていた。筑豊本線（若松線）が「1・2番のりば」、鹿児島本線が「3・4・5番のりば」と称しており、筑豊本線と短絡線（後述の鷹見口）は現在とはホームの付番が逆になっていた。旧1番のりばは若松線および福北ゆたか線から同線への直通列車専用で、2016年（平成28年）に蓄電池電車BEC819系が投入されるまでは旧1番のりばのみ非電化だった。鹿児島本線ホームでの福北ゆたか線・若松線乗換案内では旧1番のりば発着列車が「東口階段 1番」、旧2番のりば発着列車が「西口階段 2番」、旧7番のりば発着列車が「鷹見口 7番」と表示されていた。
旧1・2番のりばのホームは、明治時代に築かれた御影石の上にコンクリートが地層のように積み重なっていて嵩上げの歴史を示しており、2016年（平成28年）までの旧3番のりばのホームも、赤煉瓦をベースに嵩上げされた物だった。高架化事業前は、その古さからか大きな拡幅工事も行われなかったため、それぞれの階段が狭く急だった。ホーム上屋などに木造部分が多く残り、旧4・5番のりばの上屋の一部の骨組みは1935年（昭和10年）の改修時に米国のカーネギーやメリーランド製、ドイツのクルップ製のレールを用いて作られた物であるなど、「レトロ」な雰囲気が見られた。立体交差駅時代の名物でもあった赤煉瓦造りの通路は、鹿児島本線の複線化に伴う旧4・5番のりばの新設に当たって高架の築堤にトンネルを掘る形で造られた物で、旧2番のりば側が1911年（明治44年）、旧1番のりば側が1918年（大正7年）に完成している。
エレベーターは旧1番のりば北側の通路内と旧3番のりばを結ぶ1カ所のみだった（2004年（平成16年）に荷物用のエレベーターを改修した物）。この他に、高架化事業開始から暫定3-5番のりば完成までは、旧1番のりばと旧4・5番のりばを連絡する通路の階段に車椅子用の階段昇降機が設置されていた。暫定3-5番及び新6・7番のりば完成から2021年（令和3年）1月1日の新駅舎の供用開始までは改札レベルと2階の各のりば間にエレベーターを設置、これに加えてエスカレーターを改札レベルと新6・7番のりば間に上下各1台設置していた。
2021年（令和3年）1月1日の新駅舎の供用開始までは、別駅舎の「鷹見口」（後述）を除くと東口・西口・北口の3つの改札口を持ち、北口は直営でみどりの窓口を設置しており、西口はJR九州サービスサポートに業務委託していた。自動放送導入駅（短絡線では踏切音のみ）で、全ての改札口に自動改札機が導入されていた。

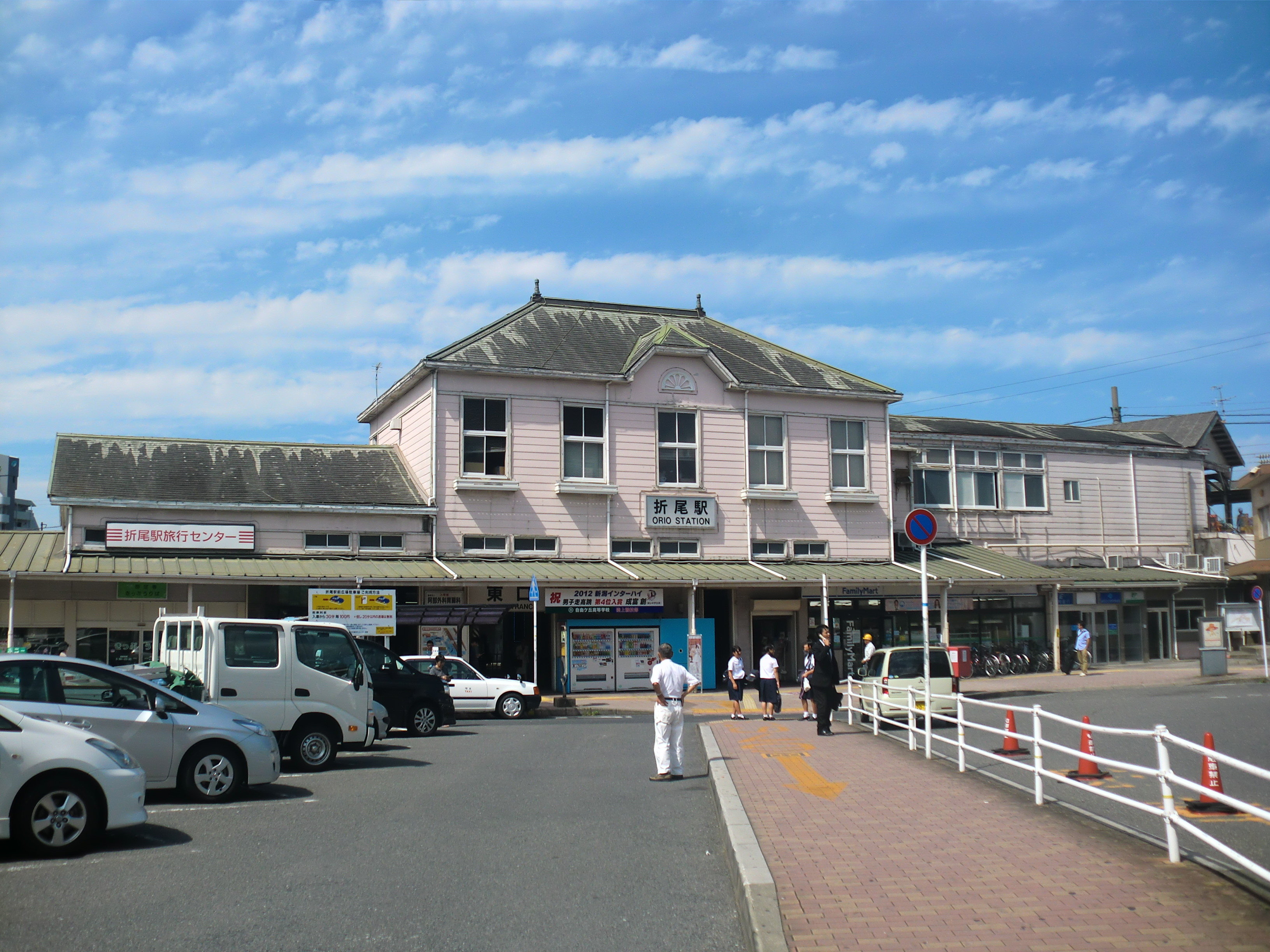
旧駅舎東口（2012年9月・解体済み）
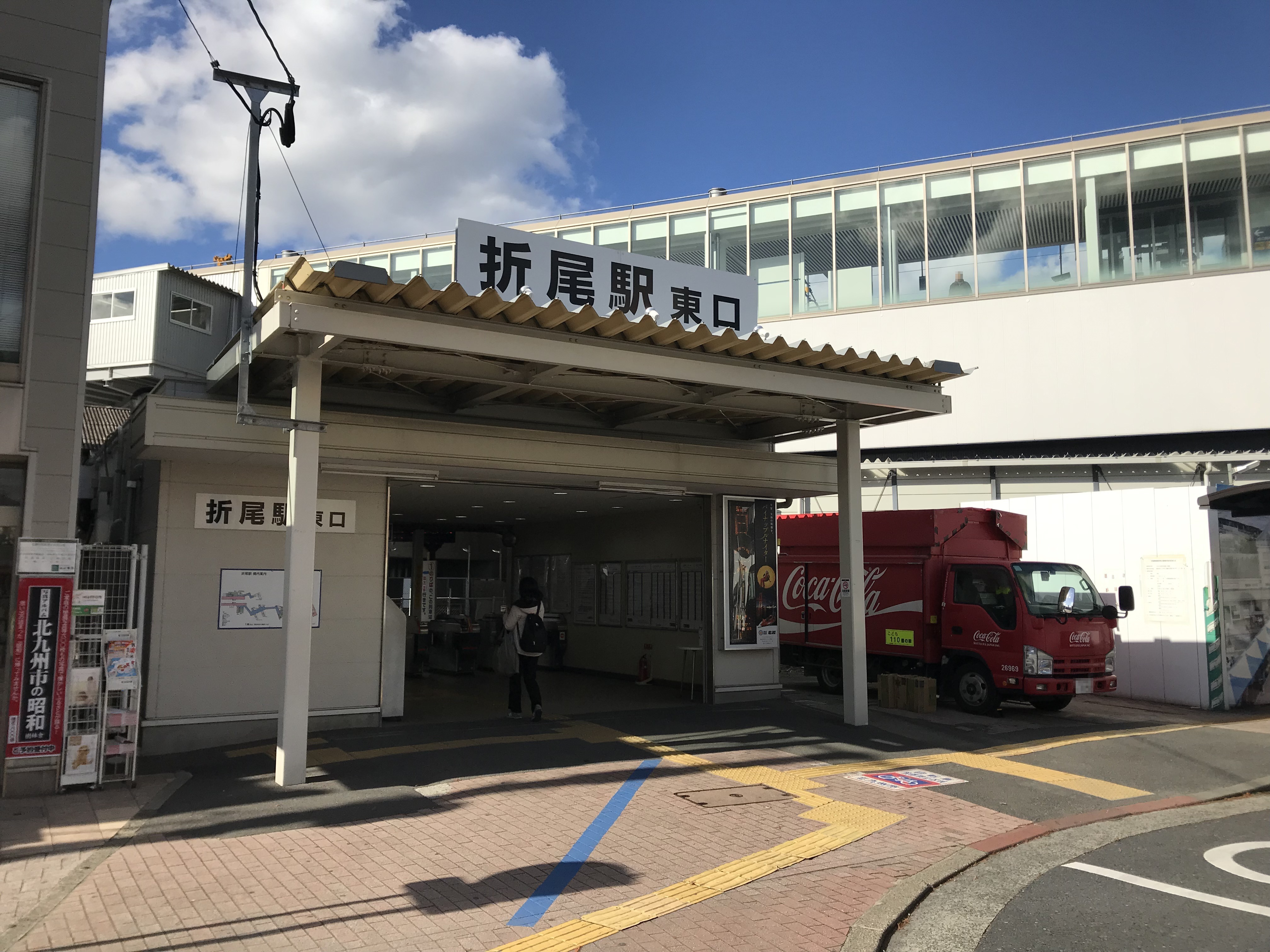
東口仮駅舎（2018年12月・解体済み）
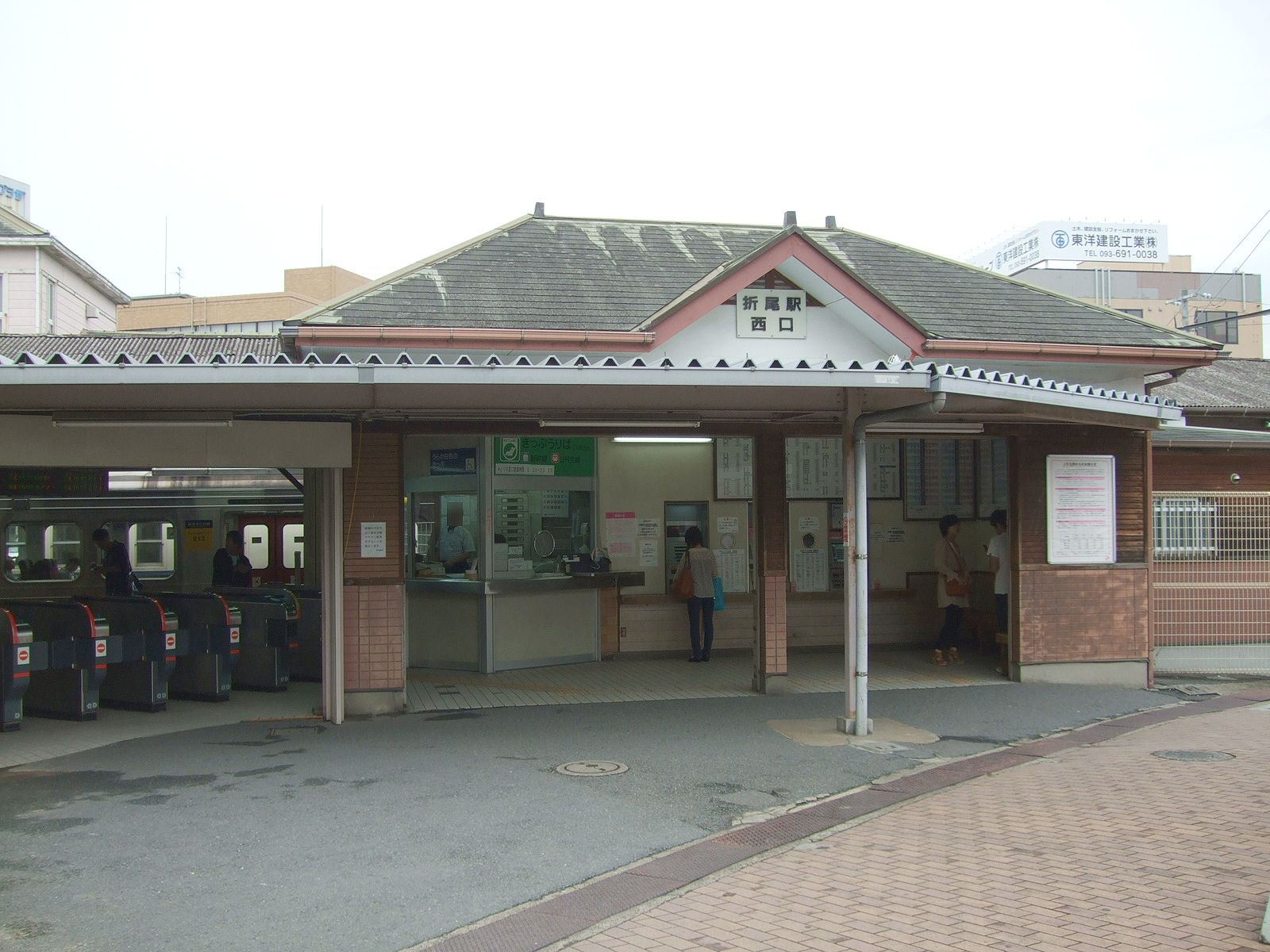
西口（2011年6月・解体済み）
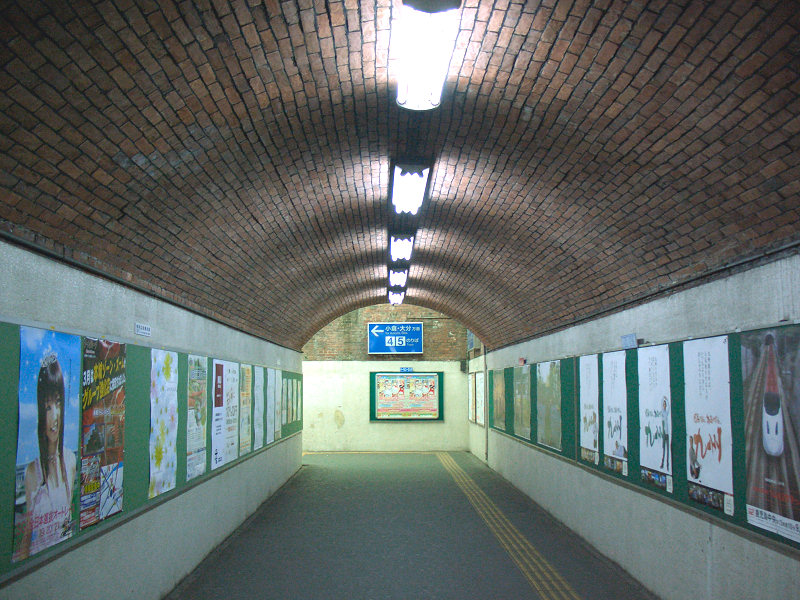
高架下の赤煉瓦通路（旧1番のりば側・解体済み）
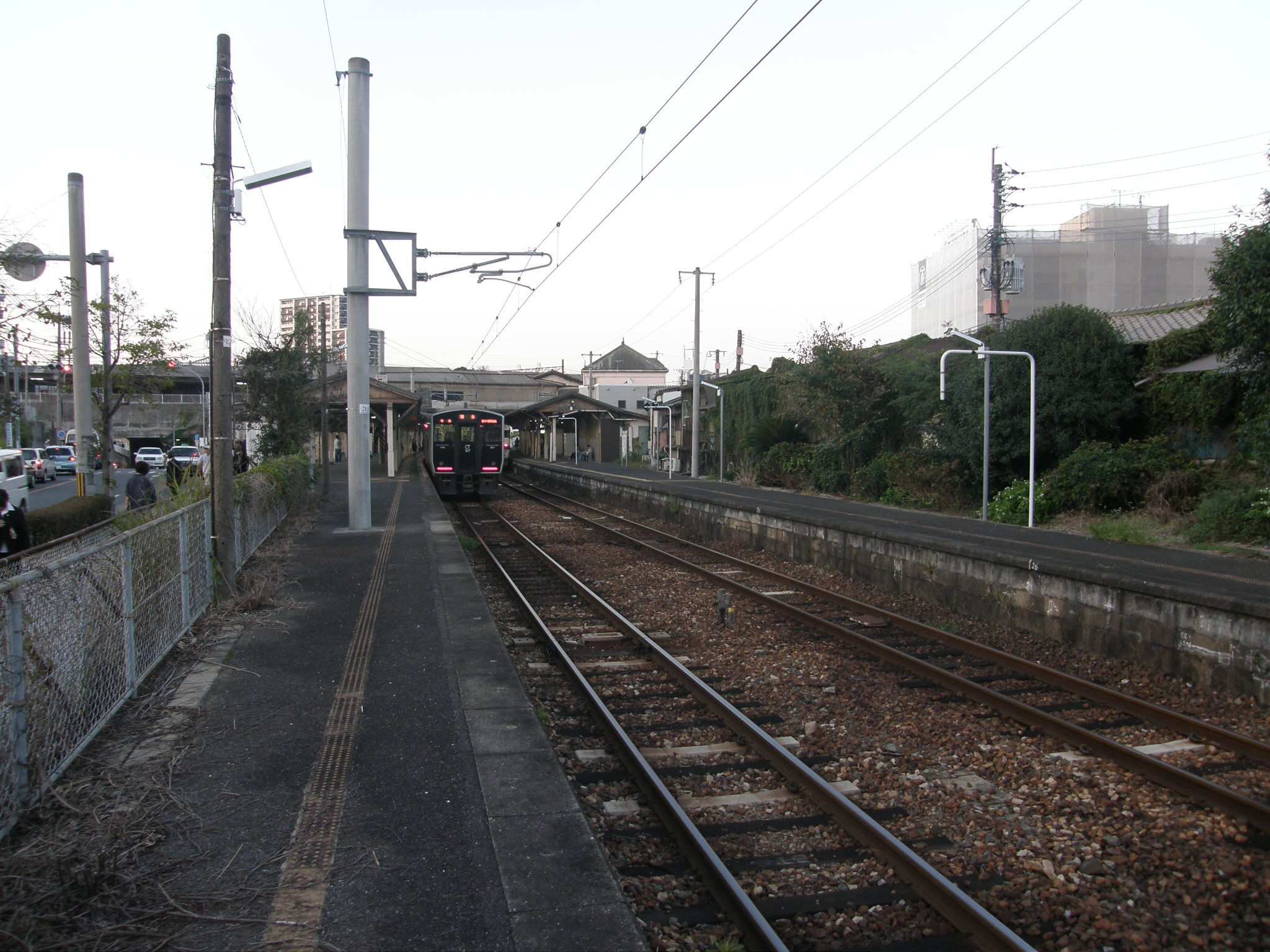
1階旧1・2番のりば（解体済み）
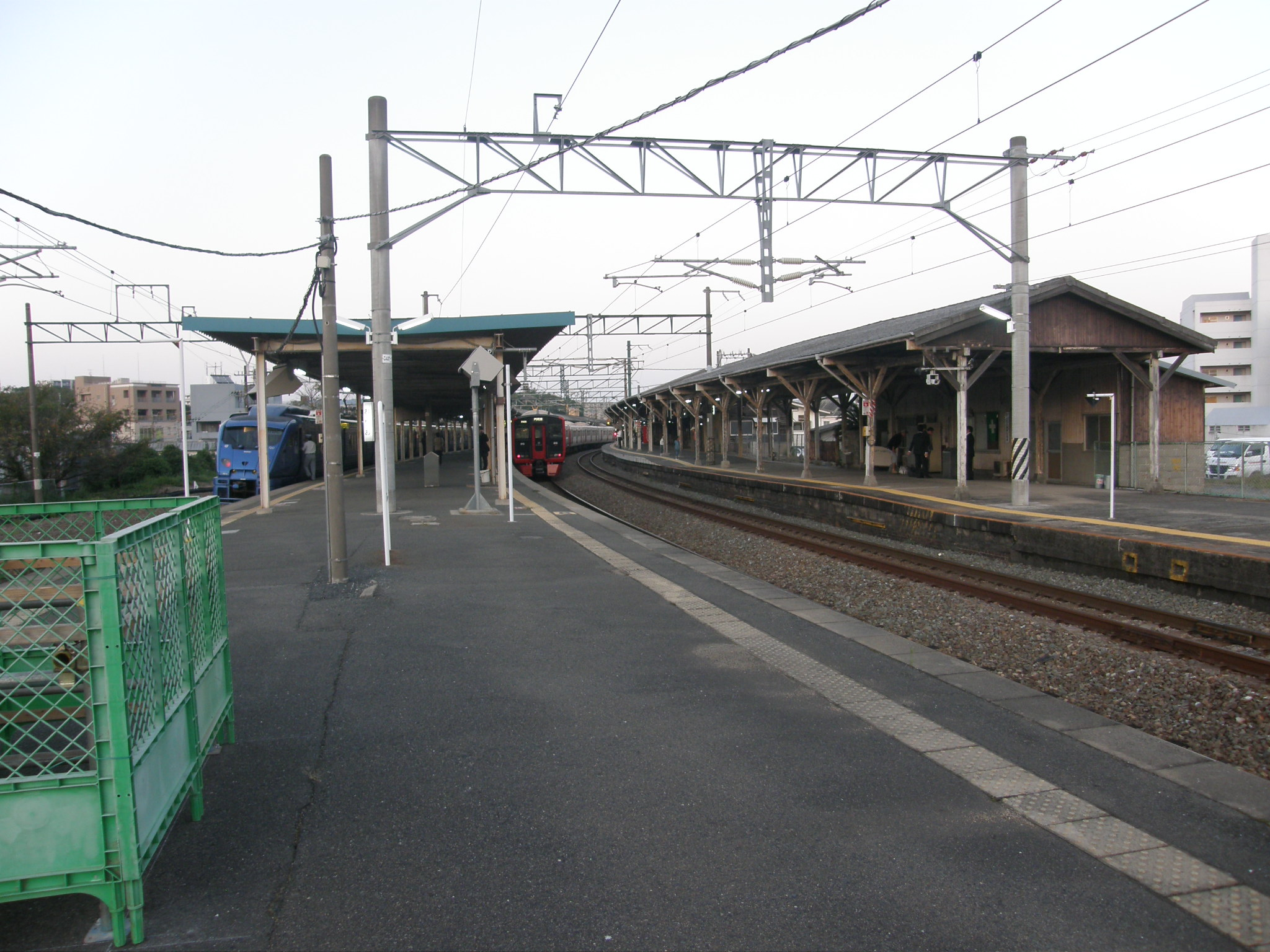
2016年までの2階旧3-5番のりば（解体済み）

### 鷹見口
2022年（令和4年）3月11日までは、黒崎駅 - 東水巻駅を直結する福北ゆたか線（短絡線）は本駅舎の南東をショートカットするような形で通過しており、本駅舎から約150m離れた短絡線上の八幡西区北鷹見町に通称「鷹見口」と呼ばれる地上駅舎と相対式ホーム2面2線が存在した。鷹見口の場所にはもともと駅舎・ホームはなかったが、国鉄分割民営化後の1988年（昭和63年）に折尾信号通信区の施設に併設する形で新設され、鉄筋コンクリート2階建ての構造だった。独立した窓口を持ち、JR九州鉄道営業に営業を委託していた。また新設当初は旧6・7番のりばを名乗っていたが、連続立体交差事業に着手し若松線・福北ゆたか線が高架化した際にA・Bのりばに改められた。両ホームは構内踏切で連絡していたほか、鷹見口改札内とBのりばの間にはスロープが設置されていた。
本駅舎と鷹見口の間は改札外連絡の扱いとされ、様々な特例措置が設けられていた。なおこの取扱いについては、短絡線の高架切替工事完成により2022年（令和4年）3月12日を以て終了している。
- 鹿児島本線の水巻駅以西、あるいは筑豊本線の本城駅以北と短絡線経由の列車の利用で東水巻駅以南を利用する際は東口 - 鷹見口間で一度改札を出入りする必要があるが、有人改札で乗り換える旨を説明すれば途中下車とはみなさない。
  - SUGOCA利用により通し運賃を適用する場合には、自動改札へタッチせずに通過する必要があり、こうしないと折尾駅で運賃を打ち切られることになっていた[41]。
  - 入場券の場合は、改札を出入りするたびに入場券を買い直す必要があり、この特例の対象外となる。
- 鹿児島本線の水巻駅以西と短絡線経由の列車の利用で筑豊本線の東水巻駅以南を利用する際、黒崎駅まで行って折り返すことができる（当駅 - 黒崎駅間の運賃は不要）。なお、この特例は鷹見口ホームがなく全ての直通列車が折尾駅を通過していた時代から存在し、のちに開業した陣原駅で乗り継ぐ場合にも適用される[42]。駅舎改修と鷹見口の廃止に伴い、この特例も廃止となった。

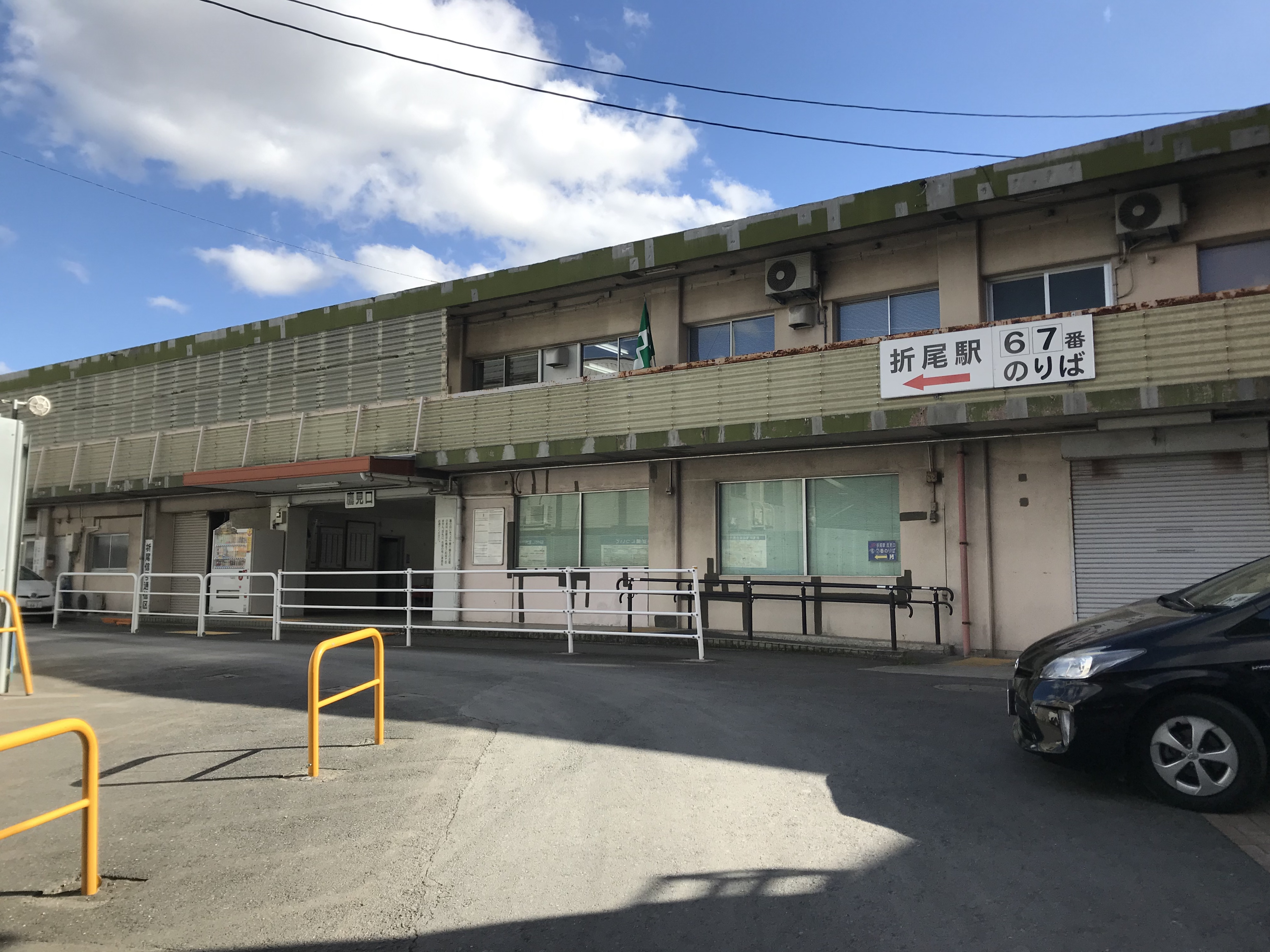
鷹見口（2018年12月）
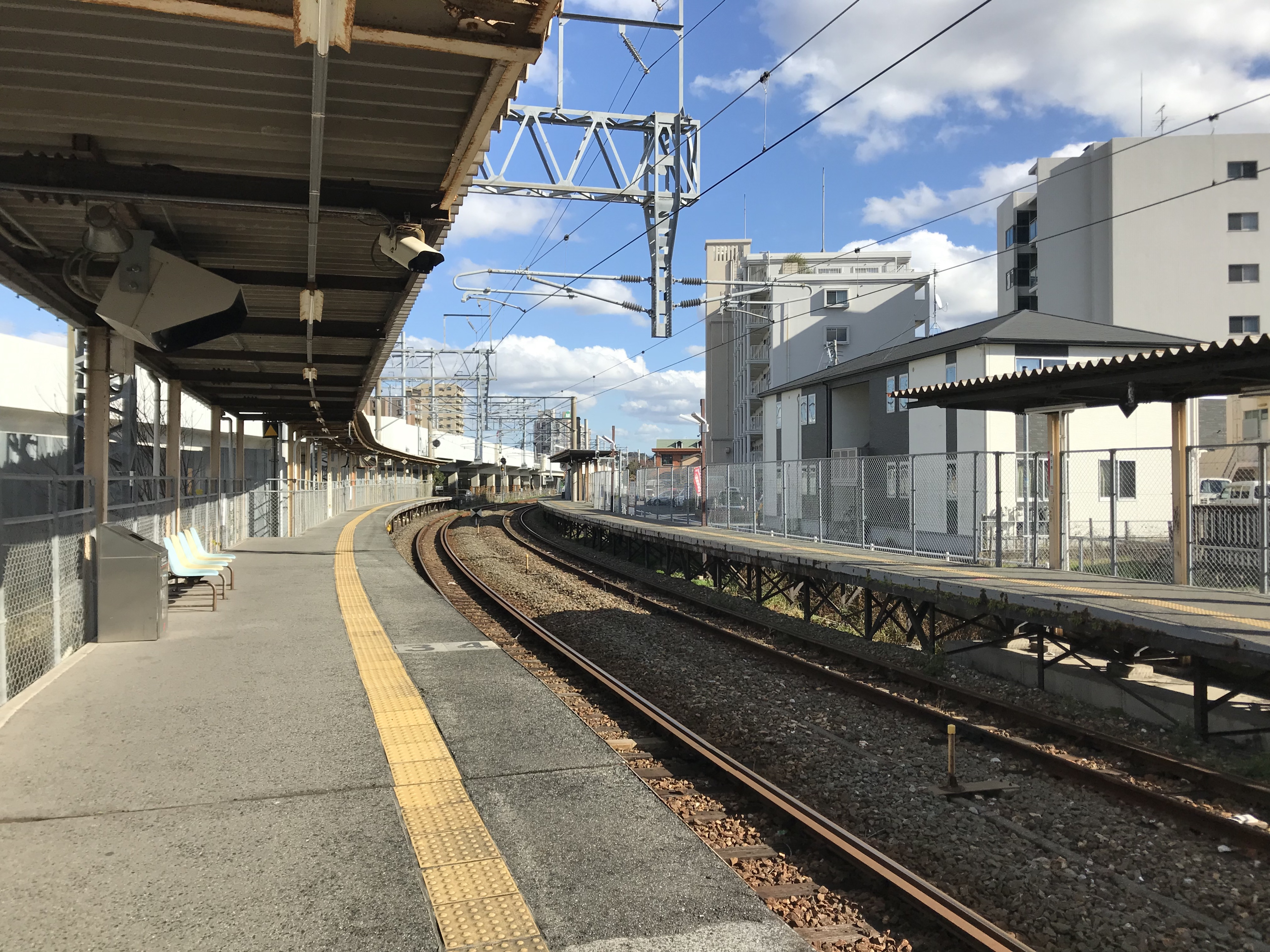
鷹見口A・B（旧6・7番）のりば

### 立体交差時代の施設
- 3番のりばにキヨスクが設置されていたが、立体交差事業工事に伴い閉店した。かつては旧駅舎内にもあったが、駅舎内のすぐ横にam/pm（現：ファミリーマート）が設置され利用者が減少したことから撤去された。なお折尾駅構内のファミリーマートは、立体交差事業工事に伴い北口仮駅舎の構内を経て、新駅舎の開業後は南隣に当たる鹿児島本線の高架の下に移転している。
- 東筑軒による駅弁販売スタンドが東口改札付近と西口側通路の3番のりばへつながる階段の向かいに設置されていた[43]。なお、同社は3番のりばでも売店兼立ち食いうどん店を経営していたが、キヨスク同様工事のため閉店され、その後西口改札外の同社本社ビル内に売店とうどん店を開店[43]。新駅舎での再開店までの間、ここが代替店舗となっていた。
- トイレは、新駅舎開業前は北口および西口（旧2番のりば）改札内、鷹見口改札外に設置されていた[40]ほか、2019年（平成31年）3月16日に東口と西口を直結する改札内連絡通路が設置されるまでは東口改札内（旧1番のりば）にもあった。また旧駅舎の解体までは、東口改札外の南側にもトイレがあった[注釈 3]。

## 西鉄北九州線折尾停留場
かつて、本駅舎の南向かいに西日本鉄道（西鉄）北九州線の折尾停留場があった。
最初に建てられた駅舎は、1914年（大正3年）6月25日に九州電気軌道が折尾まで延長された際に開業した高架駅で、1942年（昭和17年）の西鉄成立により同社の駅となった。高架構造としたのは筑豊本線短絡線（福北ゆたか線）との平面交差を避けるためで、その交差地点は後の鷹見口旧6・7番のりば（A・Bのりば）となる折尾信号通信区のすぐ西側にあった。木造モルタル造り2階建てでトタン屋根の駅舎があったが1982年（昭和57年）に火災で焼失し、その後駅前再開発に併せて、1985年（昭和60年）12月18日に商業ビル・オリオンプラザの第2ビルとして3階建ての駅ビルに建て替えられた。火災の後は一旦高架に上がる手前の地平部分に仮駅を設けて急場を凌ぎ、その後駅ビルが建つまでは、高架駅に上がる階段とそれに隣接する売店・切符売り場などの建物から成る簡便な駅施設が設けられた。駅舎建て替え後の駅構造は櫛形ホーム3面2線で、ホームは3階にあった（旧駅舎時代は2階で、新しい駅ビルが旧駅舎の2階建てから3階建てに変わったため3階の位置づけになった。ホームの位置に変化はない）。
2000年（平成12年）11月26日の北九州線全廃により駅としては廃止されたが、ビルは駅施設部分を除きその後も用いられていた。しかし、先述の折尾地区総合整備事業によりビルの敷地が「折尾駅南口駅前広場」の用地となったため、2010年（平成22年）9月ごろに解体され、一旦仮市民トイレと駐車場を含む広場になった後、北口から移転するバス乗り場などに整備される計画となっている。この広場の照明灯の化粧材や地面の舗装材には解体時に出たアーチ橋の煉瓦を再生した再生煉瓦が使われ、かつてのアーチ橋の面影を伝えているほか、煉瓦材の破片が案内板と共にモニュメントとして置かれている。隣接のオリオンプラザもこれに続いて2020年（令和2年）5月に解体工事が始まり、同年中に完了している。
高架橋駅の橋桁は赤煉瓦造りのアーチ橋で、現存する大正期の長大な赤煉瓦高架橋は折尾と同年に竣工した東京の新永間市街地線高架橋のみ。筑豊本線短絡線をオーバークロスするガーダー橋を挟んで東側に3連、西側に6連のアーチ橋があり、ホームは6連アーチ橋の上に設けられていた。この6連アーチのうち西側3連は1985年（昭和60年）のオリオンプラザ第2ビル建設時に取り壊され、残る東側3連もオリオンプラザ第2ビルの解体時に共に取り壊された。
短絡線東側の3連アーチの東端は直下を通る生活道路と斜めに交わるため、アーチの向きを斜めにする「ねじりまんぽ」（『まんぽ』はトンネルの意）と呼ばれる特殊工法が使用され、日本最大級である。通常のトンネルと隣接するのは折尾のみで、土木技術史の教科書的存在といわれている。「ねじりまんぽ」は、全国に20数例確認されているのみで、先述の折尾地区総合整備事業で保存活用の方向で検討される予定。

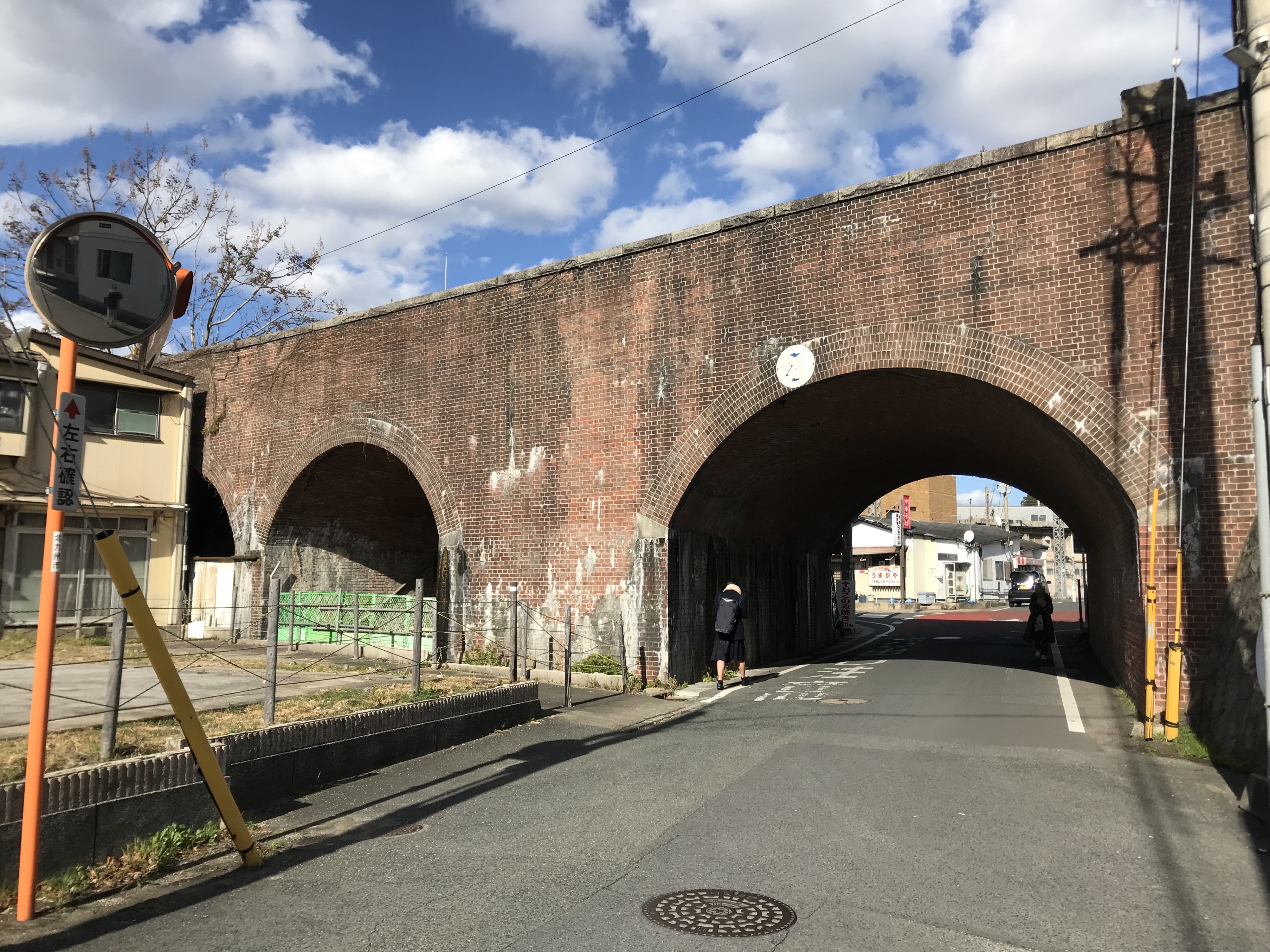
ねじりまんぽ
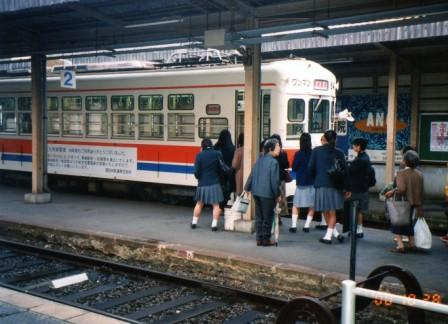
ホームと600形電車（2000年）

## 隣の駅
九州旅客鉄道（JR九州）
 鹿児島本線
- 特急「ソニック」「にちりんシーガイア」「きらめき」「リレーかもめ」「かささぎ」停車駅

■快速
黒崎駅 (JA21) - 折尾駅 (JA19) - 海老津駅 (JA16)
■区間快速（当駅から例外なく陣原方の各駅に停車）
陣原駅 (JA20) - 折尾駅 (JA19) - (下りの一部は水巻駅(JA18)）- 海老津駅(JA16)
■普通
陣原駅 (JA20) - 折尾駅 (JA19) - 水巻駅 (JA18)
 福北ゆたか線
■快速（下りのみ運転）
折尾駅 (JC26) → 東水巻駅 (JC25)
■普通
（陣原駅 (JA20) - ）折尾駅 (JC26) - 東水巻駅 (JC25)
 若松線（筑豊本線 若松方面）
本城駅 (JE02) - 折尾駅 (JE01) - （福北ゆたか線東水巻方面）

### かつて存在した路線
西日本鉄道
北九州線
折尾東口停留場 - 折尾停留場